# 스크린 (양수장)

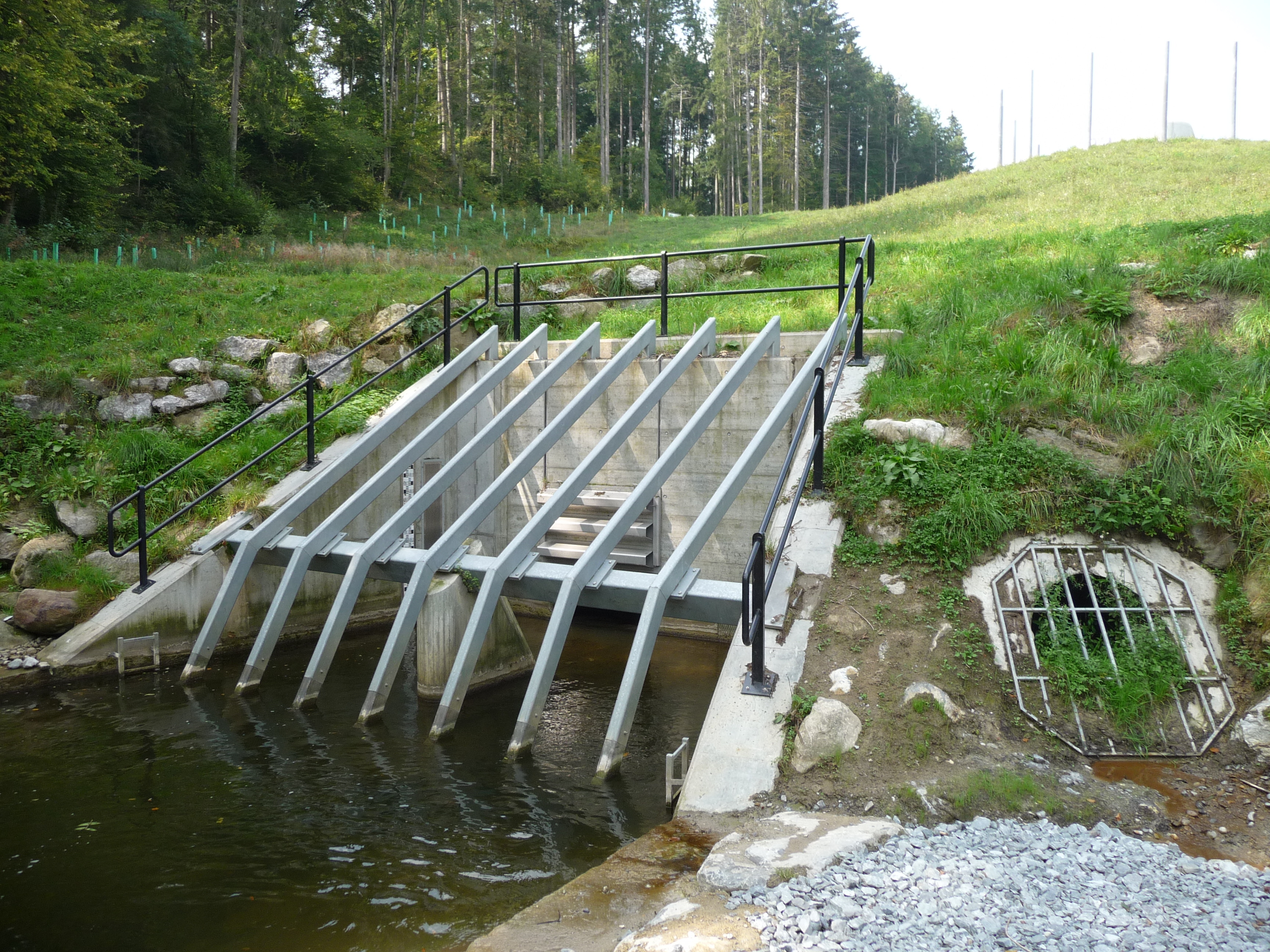

스크린(Trash rack)은 수중의 부유물이 펌프로 들어오지 않도록 흡입수조 앞에 설치한 격자 또는 망 모양의 설비로, 스크린에 걸린 부유물을 제거하는 것이 필요하다.